# Denshi Sentai Denjiman
Denshi Sentai Denjiman (電子戦隊デンジマン Denshi Sentai Denjiman?) (traducido como Escuadrón Electrónico Denjiman) es la cuarta entrega de la franquicia Super Sentai Series, producida por  Toei Company y emitida en TV Asahi entre el 2 de febrero de 1980 y el 31 de enero de 1981. El título que le dio Toei para su distribución internacional fue Denjiman, Electric Fighters.

## Argumento
Hace 3000 años, el Clan Vader destruyó el planeta Denji. Denjilandia, una isla de Denji, aterrizó en la Tierra. En la actualidad, la computadora de Denjilandia despertó al Denji Dog IC cuando detectó que el Clan Vader se estaba aproximando a la Tierra. Denji Dog IC encontró a cinco jóvenes para convertirse en los Denjiman para defender la Tierra, el siguiente objetivo del Clan Vader.

## Personajes

### Denjiman
Los Denjiman son el primer equipo de Super Sentai que utilizan un dispositivo personal de transformación que conservan cuando no llevan el traje puesto. Sus trajes son los primeros que utilizaron cascos con visores translúcidos (aunque en algunas escenas en exteriores se pueden ver sus visores perforados como era la tónica en entregas anteriores de Super Sentai).
Los apellidos de los miembros del equipo contienen el kanji de sus respectivos colores.
- Ippei Akagi (赤城 一平 Akagi Ippei?)/Denji Red (デンジレッド Denji Reddo?): Es un profesor de karate y otros deportes para niños en el Club Atlético.
- Daigoro Ōme (青梅 大五郎 Ōme Daigorō?)/Denji Blue (デンジブルー Denji Burū?): Un acróbata de circo que enseña yoga y gimnasia en el Club Atlético y le encanta el anpan.
- Jun Kiyama (黄山 純 Kiyama Jun?)/Denji Yellow (デンジイエロー Denji Ierō?): Inventor e investigador espacial. Enseña calistenia.
- Tatsuya Midorikawa (緑川 達也 Midorikawa Tatsuya?)/Denji Green (デンジグリーン Denji Gurīn?): Es un detective que perdió a su padre en un ataque de Vader. Enseña boxeo.
- Akira Momoi (桃井 あきら Momoi Akira?)/Denji Pink (デンジピンク Denji Pinku?): Una antigua tenista que enseña natación en el Club Atlético. Dejó el equipo en el primer episodio y regresó en el segundo. Vio a su profesor morir quemado en el primer ataque del Clan Vader.

### Aliados
- Denji Computer (デンジコンピューター Denji Konpyūtā?): es la computadora dentro de la enorme fortaleza de Denjilandia. Sus bancos de datos poseen toda la historia del planeta Denji para ser consultada cada vez que Denji Dog IC o los Denjiman lo pidan.
- Denji Dog IC (デンジ犬アイシー Denji Ken Ai Shī?): Un perro robot inteligente que llegó de la Estrella Denji hace 3000 años para unir al equipo Denjiman.
- Princesa Denji (デンジ姫 Denji Hime?): Una superviviente del planeta Denji que visitó la Tierra hace 3000 años, ordenándole a una niña sirviente que defendiera la Tierra con las piedras arcoíris. Deja la Tierra para patrullar el universo.

### Arsenal
- Denji Ring (デンジリング Denji Ringu?): El dispositivo de transformación de los Denjiman. La llamada de transformación es "Denji Spark!" (デンジスパーク Denji Supāku?).
- Denji Stick (デンジスティック Denji Sutikku?): Cada Denjiman está armado con un Denji Stick, unos bastones que se usan como espadas o se lanzan como dagas.
- Denji Punch (デンジパンチ Denji Panchi?): Guantes de metal con carga eléctrica equipados en los trajes de los Denjiman para aumentar su poder de golpe.
- Denji Machine (デンジマシーン Denji Mashīn?): La motocicleta de DenjiRed.
- Denji Buggy (デンジバギー Denji Bagī?): Un jeep para el resto del equipo.
- Denji Crafts (デンジクラフト Denji Kurafuto?): Unos aerodeslizadores que usa el equipo.
- Denji Shooter (デンジ射手 Denji Shoota?): Transportador subterráneo que puede viajar del Club Atlético a Denjilandia.

### Mechas
- Denji Tiger (デンジタイガー Denji Taigā?): La fortaleza voladora que lleva el Denji Fighter que se lanza desde Denjilandia.
- DaiDenjin (ダイデンジン Daidenjin?): El primer robot gigante transformable de la historia de Super Sentai. Se transforma a partir de una nave voladora llamada Denji Fighter (デンジファイター ''Denji Faitā?). La nariz del Denji Fighter se convierte en la espalda de DaiDenjin, los lados de la parte inferior en el pecho, y los laterales en las piernas.

### Clan Vader
El Clan Vader (ベーダー一族 Bēdā Ichizoku?) son unos invasores de otra dimensión con un sentido distorsionado (para la humanidad) de la belleza exterior. Pretenden contaminar y corromper la Tierra y sus habitantes para que encajen en su extraña estética.
- Reina Hedrian (ヘドリアン女王 Hedorian Joō?): Es la líder del clan. Odia la belleza interior y quiere contaminar el mundo. Encuentra felicidad en el sufrimiento humano. Cuida mucho de sus súbditos.
- General Hedrer (ヘドラー将軍 Hedorā Shōgun?): Es el comandante de campo. Tiene una rivalidad personal con el Rey Demonio Bankiri.
- Keller y Mirror (ケラー&ミラー Kerā to Mirā?): Son unas espías vestidas de plata y oro respectivamente. Keller puede convertirse en escudo, y Mirror en un espejo de bolsillo.
- Rey Demonio Banriki (バンリキ魔王 Banriki Maō?): Es un vagabundo espacial, musculoso que suele ir medio desnudo. Tiene una rivalidad personal con el General Hedrer.
- Dustlers (ダストラー Dasutorā?): Son los soldados de campo del clan Vader, vestidos con ropa ajustada negra con decoración de esqueletos. Están armados con hoces y pueden teletransportarse de un sitio a otro.

## Episodios
1. Tomad el expreso a la Superfortaleza (超要塞へ急行せよ Chō Yōsai e Kyūkō Seyo?)
2. Las burbujas de jabón caníbales (人喰いシャボン玉 Hito-kui Shabondama?)
3. Infierno de aceite, Gran pánico (油地獄大パニック Abura Jigoku Dai Panikku?)
4. El castillo de Vader Demon, persecución (ベーダー魔城追撃 Bēdā Majō Tsuigeki?)
5. La flor roja envenenada que trepa por la pared (壁に蠢く赤い毒花 Kabe ni Ugomeku Akai Doku Bana?)
6. El retoño demoníaco de una chica (悪魔分身の少女 Akuma Bunshin no Shōjo?)
7. La gran tragedia de Denjistar (デンジ星の大悲劇 Denjisei no Dai Higeki?)
8. El gran rey demonio del pueblo esqueleto (白骨都市の大魔王 Hakkotsu Toshi no Daimaō?)
9. El bizarro teléfono que llama a la muerte (死を呼ぶ怪奇電話 Shi o Yobu Kaiki Denwa?)
10. ¿¡Me encanta la cocina de brujería!? (魔法料理大好き！？ Mahō Ryōri Daisuki!??)
11. Perseguid al ladrón de vida (いのち泥棒を追え Inochi Dorobō o Oe?)
12. El peligroso niño espía (危険な子供スパイ Kiken na Kodomo Supai?)
13. El globo color arcoíris está desgarrado (割れた虹色の風船 Wareta Niji-iro no Fūsen?)
14. Ven a la escuela llena de 100 puntos (100点塾へおいで Hyakuten-Juku e Oide?)
15. Una invitación al jardín del mal (悪の園への招待状 Aku no Sono e no Shōtaijō?)
16. Aplasta la conspiración en Atami (熱海の陰謀を砕け Atami no Inbō o Kudake?)
17. ¡No llores! El novato del béisbol (泣くな！野球小僧 Naku na! Yakyū Kozō?)
18. Florece el romance en el mar del sur (南海に咲くロマン Nankai ni Saku Roman?)
19. ¡Mi príncipe de las estrellas! (私の星の王子さま Watashi no Hoshi no Ōjisama?)
20. El gran motín del chico gorila (ゴリラ少年大暴れ Gorira Shōnen Ōbare?)
21. Atacad a la facción del macabro segador (死神党を攻撃せよ！ Shinigami Tō o Kōgeki Seyo?)
22. Super tiempo, experiencia extraña (超時間ふしぎ体験 Chō Jikan Fushigi Taiken?)
23. Un demonio que camina por encima del techo (天井裏を歩く悪魔 Tenjōura o Aruku Akuma?)
24. El hombre con el misterioso poder de poner trampas (罠をはる怪力男 Wana o Haru Kairiki Otoko?)
25. El agujero del tigre es un laberinto de escape (虎の穴は逃走迷路 Tora no Ana wa Tōsō Meiro?)
26. La melodía espacial de la princesa Denji (デンジ姫の宇宙曲 Denji-hime no Uchū Kyoku?)
27. Bomba escarabajo roja (赤いカブト虫爆弾 Akai Kabutomushi Bakudan?)
28. El carnicero secreto de la mansión maldita (呪いの館の密殺者 Noroi no Yakata no Missatsusha?)
29. La redada del detective esper (超能力刑事の急襲 Chōnōryoku Keiji no Kyūshū?)
30. Perdido, robado, desaparecido (消えた盗んだ出た Kieta Nusunda Deta?)
31. La batalla de artes secretas del mago (魔法使い秘術合戦 Mahōtsukai Hijutsu Gassen?)
32. La gran batalla de disparos del infierno (地獄の大銃撃戦 Jigoku no Dai Jūgekisen?)
33. La lección del instrumental de chupar sangre (吸血楽器レッスン Kyūketsu Gakki Ressun?)
34. El cuento del huérfano triste (哀しい捨て子の物語 Kanashii Sutego no Monogatari?)
35. La princesa del tejedor misterioso (謎のはたおり姫 Nazo no Hataori Hime?)
36. El poema del cachorro valiente (勇気ある仔犬の詩 Yūki Aru Koinu no Uta?)
37. El rey demonio Banriki de la fuerza bruta (蛮力バンリキ魔王 Banriki Banriki Maō?)
38. La gran aventura del cielo demoníaco infinito (無限魔空の大冒険 Mugen Makū no Daibōken?)
39. El arte de la aparición enfadada de la Reina (女王怒りの妖魔術 Joō Ikari no Yōmajutsu?)
40. El enemigo del campeón (チャンピオンの敵 Chanpion no Teki?)
41. La más grande guerra absoluta de la historia (史上最大の総力戦 Shijō Saidai no Sōryokusen?)
42. El mal sueño que se comía a los niños (少年を喰う悪い夢 Shōnen o Kū Warui Yume?)
43. La dama del espectro misterioso (謎なぞ七色レディ Nazonazo Nanairo Redi?)
44. El cuento de la lámpara extraña (不思議ランプ物語 Fushigi Ranpu Monogatari?)
45. La princesa Denji era dos personas (二人いたデンジ姫 Futari Ita Denji-hime?)
46. El plan X del infierno del hambre (腹ペコ地獄X計画 Harapeko Jigoku Ekkusu Keikaku?)
47. La sirena que desapareció con el sol de la mañana (朝日に消えた人魚 Asahi ni Kieta Ningyo?)
48. La rebelión del Rey Demonio Banriki (バンリキ魔王反乱 Banriki Maō Hanran?)
49. El gran desastre del castillo Vader (ベーダー城大異変 Bēdā-Jō Daiihen?)
50. El general muere dos veces (将軍は二度死ぬ Shōgun wa Nido Shinu?)
51. ¡Resonad, campanas de esperanza! (ひびけ希望の鐘よ Hibike Kibō no Kane yo?)

### Película
- Denshi Sentai Denjiman (電子戦隊デンジマン Denshi Sentai Denjiman?): estrenada el 12 de julio de 1980.

## Reparto
- Ippei Akagi: Shinichi Yūki
- Daigoro Ōme: Kenji Ōba
- Jun Kiyama: Eiichi Tsuyama
- Tatsuya Midorikawa: Naoya Uchida
- Akira Momoi: Akira Koizumi
- Denji Computer: Takeshi Watabe
- Denji Dog IC: Hisako Kyōda
- Princesa Denji: Tamaki Funakura
- Reina Hedrian: Machiko Soga
- General Hedrer: Shinji Tōdō
- Keller: Chiaki Kojo
- Mirror: Rie Yoshikawa
- Rey Demono Banriki: Kin Ōmae
- Narrador: Tōru Ōhira

## Temas musicales

### Tema de apertura
- Ah Denshi Sentai Denjiman (ああ電子戦隊デンジマン Aa Denshi Sentai Denjiman?, Oh, Denshi Sentai Denjiman)
  - Letra: Kazuo Koike
  - Música y arreglos: Michiaki Watanabe
  - Intérpretes: Ken Narita y Koorogi '73

### Tema de cierre
- Denjiman ni Makasero! (デンジマンにまかせろ！ Denjiman ni Makasero!?, ¡Déjaselo a Denjiman!)
  - Letra: Kazuo Koike
  - Música y arreglos: Michiaki Watanabe
  - Intérprete: Ken Narita

## Emisiones internacionales
Denshi Sentai Denjiman fue la primera temporada de Super Sentai que se emitió en Tailandia. Se emitió en Channel 7 y se hizo muy popular entre los espectadores, lo que llevó a más emisiones de temporadas Super Sentai en el país. También se emitió doblada en Italia en algunos canales regionales.